# 平安駅 (吉林省)
平安駅（へいあんえき）とは、中華人民共和国吉林省吉林市舒蘭市平安鎮に位置する拉浜線の駅。

## 歴史
- 1934年　開業。

## 隣の駅
中華人民共和国鉄道部
拉浜線
水曲柳駅 - 平安駅 - 山河屯駅
座標: 北緯44度35分29秒 東経127度10分05秒 / 北緯44.5913度 東経127.16813度